# Церковь Святого Франциска (Лозанна)
Церковь Святого Франциска — реформатская церковь в готическом стиле в швейцарском городе Лозанне, построенная в XIII веке. Расположена на центральной площади Сан-Франсуа.

## История
Построена вместе с монастырём францисканцев около 1270 года,  разместившегося на южной окраине города. Францисканцы появились в Лозанне в 1258 году. Церковь сильно пострадала в пожаре 1368 года, после чего была восстановлена на пожертвования знати. В начале XV века пристроена колокольня высотою 56 метров. До 1536 года принадлежала католической церкви, после — реформатской церкви. Остатки монастыря снесены в 1902 году.